# Alta Còrsega
L'Alta Còrsega (20B) (Haute-Corse en francès i Corsica suprana en cors) és un departament francès situat a la regió de Còrsega.

## Història
El departament de l'Alta Còrsega es creà per la divisió de l'illa de Còrsega en dos departaments l'1 de gener de 1976, en aplicació de la llei de 15 de maig de 1975. Els seus límits corresponen als de l'antic departament de Golo, que existí entre 1793 i 1811.